# Giovane vecchio cuore
Giovane vecchio cuore è un album di Gigliola Cinquetti pubblicato nel 1995.

## Descrizione
L'album è anticipato dalla canzone title track, che viene presentata al Festival di Sanremo dove si classifica quattordicesima e viene pubblicata come CD singolo (Mercury Records, 5002-140).
L'intero lavoro è curato e prodotto da Giorgio Faletti, che scrive tutti i brani.
Il disco, che ha avuto scarso successo, è stato ristampato tre volte, con artwork differenti e stesso numero di catalogo.

## Tracce
Testi e musiche di Giorgio Faletti, eccetto dove indicato.
1. Giovane vecchio cuore – 3:42
2. Senza di te senza di me – 4:30
3. La vita è dura – 4:21
4. L'amore d'aprile – 3:54
5. Mi fermerò con te – 3:00
6. Calypso – 4:45
7. La prima donna sulla luna – 4:26
8. Boreale – 3:33
9. Scusami se – 3:48 (testo: Adelio Cogliati – musica: Dario Baldan Bembo)
10. Rosa rosae – 2:11

## Formazione
- Gigliola Cinquetti – voce
- Lucio Fabbri – viola, violino, tastiera
- Roby Facini – chitarra flamenco
- Luca Colombo – chitarra acustica
- Roberto Testa – batteria
- Marco Verrando – chitarra elettrica
- Franco Cristaldi – basso
- Dario Baldan Bembo – tastiera
- Maurizio Fabrizio – chitarra acustica
- Roberto Manzin – sax